# 真鱗翅類
真鱗翅類（學名：Eulepidoptera）是昆虫在鱗翅目底下的演化支。约98%的真鱗翅類物種都属于雙孔亞目。真鱗翅類於1948年由Sergius Kiriakoff首次提及。雌性真鱗翅類物種有两个性开口，一个用于交配，一个用于产卵。